# 阿利坎特8
阿利坎特8（英語：Alicante 8），也稱為RSGC4，是屬於銀河系的一個年輕的大質量疏散星團。它是在2010年從2MASS巡天的資料中發現的。截至2010年，目前被確認的集團成員只有8-13紅超巨星 －在核心進行氦燃燒的年輕大質量恆星。這個星團位在盾牌座的方向，距離太陽系大約20—23 kly（6—7 kpc）。他很可能是銀河系的長棒北端和盾牌-半人馬臂交界內部的部分 －兩個主要螺旋臂之一。
估計阿利坎特8的年齡在1,600-2,000萬歲，觀測到的紅超巨星質量約為12太陽質量，是II型超新星的祖恆星。這個星團被嚴重的遮蔽，未能在可見光中檢測到。這個星團靠近被稱為RSGC1、斯蒂芬森2和RSGC3的紅超巨星集團。估計這個疏散星團的質量在10,000-20,000太陽質量，這使它成為銀河系中質量最大的疏散星團之一。